# Pristimantis minimus
Pristimantis minimus es una especie de anfibio anuro de la familia Craugastoridae.

## Distribución
Esta especie es endémica de la provincia de Zamora-Chinchipe en Ecuador. Habita entre los 1250 y 1685 m de altitud en la Cordillera del Cóndor.

## Descripción
Los machos miden de 9.5 a 13.7 mm.

## Publicación original
- Terán-Valdez & Guayasamin, 2010 : The smallest terrestrial vertebrate of Ecuador: A new frog of the genus Pristimantis (Amphibia: Strabomantidae) from the Cordillera del Cóndor. Zootaxa, n.º 2447, p. 53-68.[3]